# 始平公主 (西晋)
始平公主（?—?），晋朝公主，晋惠帝司马衷和皇后贾南风的女儿。
《艺文类聚 卷十六》称贾南风有两女：弘农郡公主司马宣华、哀献皇女司马女彦。临海公主一说为羊献容皇后所生，弘农郡公主司马宣华应是河東公主或始平公主。